# Arnac-Pompadour
Arnac-Pompadour è un comune francese di 1 239 abitanti situato nel dipartimento della Corrèze nella regione della Nuova Aquitania.
Il nome di Pompadour divenne celebre nel mondo, grazie alla favorita di Luigi XV di Francia, Madame Jeanne Antoinette Poisson a cui il re fece dono del castello di Pompadour e del titolo di Marchesa.
La città vede il suo nome regolarmente associato al mondo dei cavalli e delle corse ippiche.

## Storia

### Simboli
Lo stemma del comune è stato adottato il 22 febbraio 1980 e riprende il blasone della famiglia dei Lastours, che costruirono il castello di Pompadour.

## Società

### Evoluzione demografica
Abitanti censiti

## Le Haras national

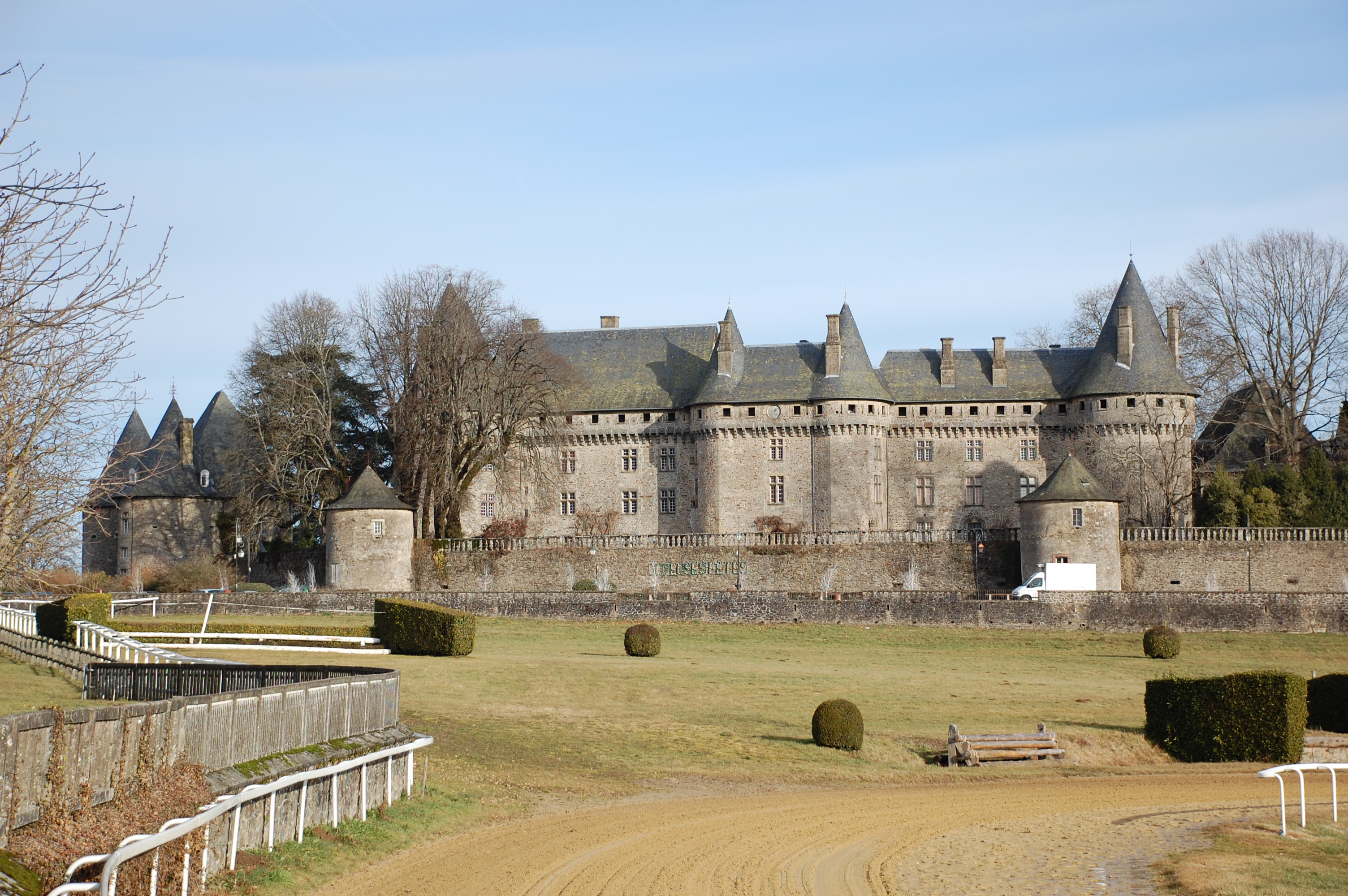
Il castello

Il castello di Pompadour, divenuto nel 1926 Monumento storico, ospita "le Haras national" de Pompadour, con le migliori razze di cavalli sportivi francesi.
L'ippodromo è conosciuto perché la città del cavallo organizza ogni domenica, durante la stagione estiva, le corse al galoppo in questo scenario all'aperto, proprio di fronte al Castello, in un percorso internazionale di cross country.